# Ponte Gardena
Ponte Gardena (en alemán Waidbruck, en ladino Pruca) es una localidad y comune italiana de la provincia de Bolzano, región de Trentino-Alto Adigio, con 193 habitantes.
Comuna del Valle Isarco, forma parte de la homónima Comunità Comprensoriale y sitio de la confluencia entre los ríos Isarco y río Gardena.

## Evolución demográfica
| Gráfica de evolución demográfica de Ponte Gardena entre 1861 y 2001 |
|                                                                     |
| Fuente ISTAT - elaboración gráfica de Wikipedia                     |